# Santolina cyprysikowata
Santolina cyprysikowata (Santolina chamaecyparissus L.) – gatunek niezdrewniałego krzewu należący do rodziny astrowatych. Pochodzi z Europy Południowej (Jugosławia, Włochy, Francja, Hiszpania).

## Morfologia

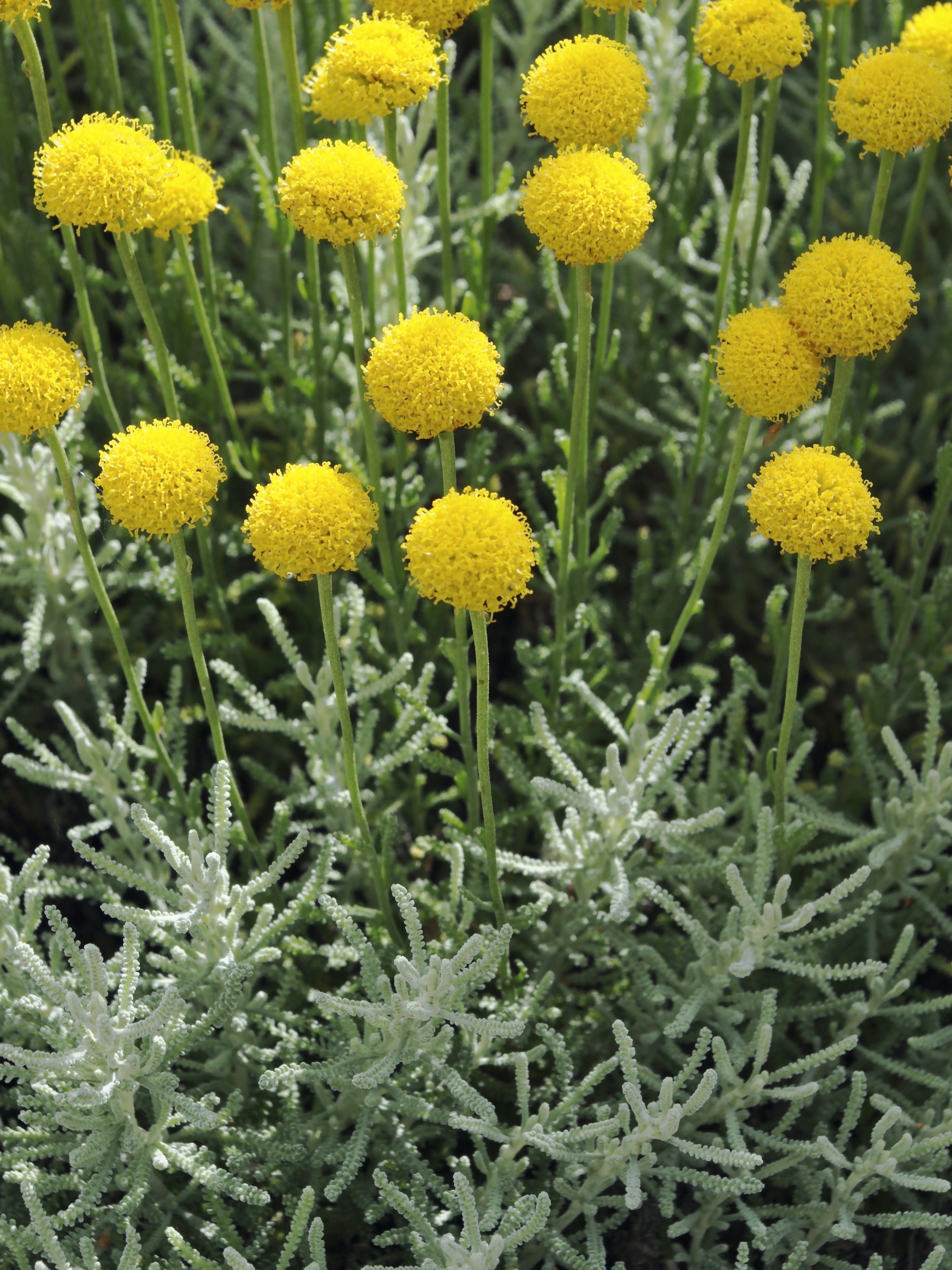
Kwiatostany

PokrójRozłożysty krzew 10 do 30 cm wysokości, ma ponad metr szerokości.
ŁodygaCzęściowo zdrewniała, do 1 cm średnicy.
LiścieDrobne, grzebieniasto pierzaste, łuskowate (stąd nazwa), skrętoległe, silnie kutnerowate.
KwiatyRurkowate, guziczkowate, pomarańczowe, do 1,5 cm średnicy, rurka korony z charakterystycznym wydęciem, słupek dolny, pylniki zrośnięte w rurkę, pręcików 5, nitki pręcików wolne, dno koszyczka pokryte licznymi plewinkami, brak pappusa.

## Zastosowanie
Roślina ozdobna: znana roślina rabatowa, często sadzona na niskie żywopłoty i obwódki. Strefy mrozoodporności 7-10, w Polsce nie przetrzymuje więc mrozów podczas zimy. W Polsce bywa uprawiana jako roślina jednoroczna. Wymaga przepuszczalnej gleby i słonecznego stanowiska. Kwiaty nie są okazałe więc i niepożądane przez hodowców i jako takie często usuwane przed kwitnieniem. Rozmnaża się z sadzonek. Oprócz typowej formy uprawiane są bardziej ozdobne kultywary, np. 'Lemon Queen' o bardziej zwartym pokroju i cytrynowych kwiatach.